# Phil Selway
Philip James Selway (Abingdon, Berkshire, 23 de maig de 1967) és un músic, cantant i compositor anglès conegut per ser el bateria del grup Radiohead. Paral·lelament també col·labora en la banda 7 Worlds Collide tocant la guitarra i cantant. El 30 d'agost de 2010 va publicar el seu àlbum de debut en solitari (Familial).

## Biografia
Selway va néixer a Abingdon, Berkshire (actualment Oxfordshire), i va assistir a Abingdon School. Després va estudiar Anglès i Història en el Liverpool Polytechnic. Abans d'unir-se a Radiohead, va treballar amb diversos músics, i també com a professor d'anglès.
Està casat amb Cait i tenen tres fills: Leo, Jamie i Patrick, als qui va dedicar un àlbum de Radiohead respectivament.

## Carrera musical

### Radiohead
El maneig intens, la seva musicalitat i talent són parts integrals i fortes en el so de la banda, i en la imatge global d'ella. Al llarg dels anys, i a diferència dels seus companys de banda, Phil va mantenir un perfil baix —no té moltes col·laboracions. En els primers treballs, el seu so corresponia a rock clàssic que es desprenia de l'estil original de la banda, i a mesura que el grup va evolucionar a un so més experimental i atmosfèric, l'estil de Selway també va seguir una transició més sòlida amb una tècnica més repetitiva, sovint amb un so motorik. També va estudiar percussió al Drumtech de Londres amb el seu company Ed O'Brien sota la tutela de Francis Seriau, i també va aprendre a programar caixa de ritmes. Ocasionalment també col·labora amb veus addicionals en les actuacions en directe com per exemple "There There", "2+2=5", "I Will" i "Go to Sleep".

### Altres projectes
A partir de la dècada del 2000 va començar a prendre un rol més actiu quant a les seves col·laboracions. Va realitzar un parell de presentacions amb la banda Dive Dive al març de 2005 i també va aparèixer en la pel·lícula Harry Potter i el calze de foc al costat del seu company Jonny Greenwood i de Jarvis Cocker del grup Pulp, com a part dels "The Weird Sisters".
Posteriorment va col·laborar amb Neil Finn en el projecte 7 Worlds Collide tant en el procés d'enregistrament com en la gira que van realitzar. Va tocar la bateria en el seu àlbum epònim en directe (2001) i en l'àlbum d'estudi The Sun Came Out (2009) també va col·laborar tocant la bateria, la guitarra i cantant en algunes cançons. Va aparèixer en les cançons "Rest on the Rock" i "Out of Light" de l'àlbum de Before the Ruin de Roddy Woomble, Kris Drever and John McCusker, i també va col·laborar tocant la guitarra en l'àlbum True Stories de Martin Simpson (2009).
El 30 d'agost de 2010, Selway va debutar amb el seu primer àlbum en solitari, Familial. En aquest treball feu de guitarrista i cantant amb la col·laboració de Glenn Kotche i Pat Sansone de la banda Wilco, i Lisa Germano i Sebastian Steinberg de 7 Worlds Collide. A principis de 2011 va iniciar una gira per donar suport al disc.

## Curiositats
- Els seus dos fills, també són calbs.
- De vegades, en to humorístic, té el sobrenom del "membre calb" (en anglès bald member) fent un joc de paraules amb "band member".
- Els altres membres l'han nomenat com la "connexió" emocional de la banda, per la seva tranquil·litat, però la banda bromeja amb els seus enginyers advertint anar amb compte amb el seu humor. Per això li diuen "Gos Boig".

## Discografia
- Familial (2010)
- Running Blind EP (2011)